# Afonso Celso Ribeiro de Castro
Afonso Celso Ribeiro de Castro (Campos dos Goytacazes, 10 de dezembro de 1911 – Rio de Janeiro, 21 de agosto de 1980) foi um advogado, desportista e político brasileiro.
Foi deputado federal e candidato a senador pelo Rio de Janeiro.
Era filho de João Carlos Ribeiro de Castro e Rita Carvalho de Castro. Formou-se advogado pela Universidade Federal do Rio de Janeiro (UFRJ) em 1936, e foi procurador da Caixa Econômica Federal.

## Trajetória desportiva
Foi campeão brasileiro de remo na prova do dois sem. Competia pelo Clube Internacional de Regatas participou das Olimpíadas de Berlim em 1936, na prova do dois sem.

## Trajetória política
Prefeito de São João da Barra (1939-1941) e diretor da Escola Industrial Henrique Lage em Niterói (1941-1943) foi oficial e chefe de gabinete da interventoria fluminense e secretário de Viação e Obras Públicas.
Filiado ao Partido Social Democrático (PSD), foi eleito deputado estadual em 1950 e 1954, e deputado federal em 1958, renovando este último mandato pelo Partido Trabalhista Brasileiro (PTB) em 1962. Deposto João Goulart em 31 de março de 1964 e outorgado o bipartidarismo migrou para o Movimento Democrático Brasileiro (MDB) e foi reeleito em 1966.
Em  1970 disputou uma cadeira no Senado mas não foi eleito, Disputou um novo mandato em 1974, quando sofreu um derrame às vésperas do pleito, sendo então substituído por Saturnino Braga.